# Zhang Zhehui
Dans ce nom, le nom de famille, Zhang, précède le nom personnel.
Pour les articles homonymes, voir Zhang.
Zhang Zhehui, née le 17 janvier 1988 à Suzhou, est une judokate chinoise.

## Palmarès international
| Jeux asiatiques     | Jeux asiatiques | Jeux asiatiques |
| Année               | Médaille        | Catégorie       |
| ------------------- | --------------- | --------------- |
| 2014                | bronze          | –78 kg          |
| Championnats d'Asie |                 |                 |
| Année               | Médaille        | Catégorie       |
| 2012                | argent          | –78 kg          |
| 2013                | bronze          | –78 kg          |
| 2015                | bronze          | –78 kg          |
| 2016                | or              | –78 kg          |